# Bryan McPherson
Bryan McPherson (* 18. März 1978 in Boston, Massachusetts) ist ein US-amerikanischer Singer-Songwriter.

## Leben
McPherson wuchs in Dorchester auf, einem Arbeiterviertel Bostons, welches ihn und später auch seine Musik stark prägte.
Obwohl er den Gesang überwiegend nur mit Gitarre und Mundharmonika begleitet, bezeichnet er seinen Stil als Folk-Punk.
McPhersons Musik ist geprägt von typischen Themen der Arbeiterklasse, wie Unterdrückung durch die Obrigkeit oder dem Kampf für das eigene Recht. Genauso häufig kritisieren seine Lieder den Staat oder das System an sich. Auch setzt er sich häufig in kritischem Ton mit seinem Heimatland auseinander.
Einfluss auf seinen musikalischen Werdegang hatten u. a. Bob Dylan, The Sex Pistols, The Violent Femmes, Bruce Springsteen und Ani DiFranco.
Nach dem Release seines zweiten Albums „American Boy/American Girl“ tourte er durch die Staaten und unterstützte Aktivisten wie Amanda Palmer und Michael Moore sowie die Occupy-Bewegung. So wurden größere Zeitungen auf den Musiker aufmerksam.
Im November 2014 sollte er im Zuge einer Tour im House of Blues in Anaheim auftreten.
Der Eigentümer, die Walt Disney Company stoppte den Auftritt von McPherson jedoch kurzfristig, Begründung waren die politisch geprägten Songtexte.
2014/2015 ging er mit den Dropkick Murphys, The Mahones und Blood or Whiskey auf die Celtic Punk Invasion Tour, welche ihn auch durch Europa führte und so international bekannt machte.
Er lebt zurzeit in Los Angeles.

## Diskografie
- 2004 – Live at Club Passim 2004
- 2007 – Fourteen Stories
- 2012 – American Boy/American Girl
- 2015 – Wedgewood